# Аган
Аган е река в Русия, Западен Сибир, Ханти-Мансийски автономен окръг, Тюменска област, ляв приток на река Тромьоган от басейна на Об.
Дължината ѝ е 544 km, което ѝ отрежда 175-о място по дължина сред реките на Русия.
Река Аган води началото си от южния склон на ниското възвишение Северни Ували, на 89 m н.в., в северната част на Ханти-Мансийския автономен окръг, Тюменска област. Протича през езерото Менсавемтор, след което тече през централната част на Западносибирската равнина в югозападна посока. Руслото на Аган изобилства със стотици меандри, изоставени старици, малки езера и блата, а течението е бавно. Влива се отляво в река Тромъйоган (от басейна на Об) при нейния 59 km, на 33 m н.в., в Ханти-Мансийския автономен окръг.
Водосборният басейн на Аган обхваща площ от 32 200 km2, което представлява 57,91% от водосборния басейн на река Тромъйоган. Във водосборния басейн на реката попадат части на Ханти-Мансийския автономен окръг.
Границите на водосборния басейн на реката са следните:
- на запад – водосборния басейн на река Ортягун, ляв приток на Тромъйоган;
- на север – водосборния басейн на река Пур, вливаща се в Карско море;
- на изток и югоизток – водосборните басейни на реките Вах и Ватински Йоган, десни притоци на Об.

Река Аган получава 29 притока с дължина над 20 km, като 6 от тях са с дължина над 100 km:
- 380 → Ньогусъяун 141 / 1500, при град Радужни
- 318 → Ванъйоган 162 / 1660
- 285 ← Ампута 181 / 4220, при село Варьоган
- 236 → Вонгонъйоган 129 / 975
- 141 ← Ватъйоган 296 / 7340, източно от град Покачи
- 85 ← Нонгъйоган 129 / 975, при село Аган

Подхранването на реката е смедено снежно и дъждовно. Пълноводието продължава от май до юли. Среден годишен отток при село Аган, на 87 km от устието 274,65 m3/s. Замръзва в края на ноември, а се размразява през май.
Средномесечен отток на река Аган (данните са за периода от 1960 до 1987 г.):
По течението на реката са разположени градовете Радужни и Покачи, посьолок Новоаганск и селата Варьоган и Аган.
Около течението на реката и в нейния водосборен басейн са разположени огромни находища на нефт и газ.